# 亙理重宗
亙理重宗（1552年—1620年2月28日）是日本戰國時代至江戶時代前期的武將。伊達氏重臣亙理氏第18代當主。父親是亙理氏第17代當主亙理元宗。陸奧國亙理郡亙理城城主，後來成為遠田郡涌谷城城主。

## 生平
在天文21年（1552年）出生，家中嫡男。幼名天王丸。永祿9年（1566年），由伯父伊達晴宗擔任烏帽子親並元服，在元龜年間或以前迎相馬盛胤的女兒為正室。繼任家督時期不明，不過受父親元宗讓出亙理城並移至山西金津鄉的時期則有記載，最遲是移至涌谷以前。
天正6年（1578年），伊達輝宗介入御館之亂並向越後國出兵，父親元宗被任命為與相馬戰鬥的指揮。以後，在伊具郡一帶與相馬義胤交戰，天正11年（1583年）5月，在進攻丸森城時，於明護山建築城砦，切斷相馬軍。天正13年11月（1586年1月），在人取橋之戰中與父親一同從軍。天正17年（1589年）5月，攻略相馬的領地駒嶺城（此時獲得的宇多郡北部（現今新地町）成為以後仙台藩的所領，直至幕末時期）。同年9月，在亙理郡吉田濱擊破反攻而來的相馬軍。天正18年（1590年）5月18日，在童生淵之戰中殺死相馬隆胤。
天正19年（1591年），在鎮壓葛西大崎一揆時從軍，於進攻佐沼城時，與父親一同負責指揮先陣，左股負傷。鎮壓一揆後，伊達政宗被豐臣秀吉命令轉封至岩出山城，此時，亙理郡仍然是伊達氏的所領，但是政宗命令亙理氏轉移至遠田郡的領地（知行高8千8百5十石）。重宗初時進入百百城，不過在同年冬天，移至涌谷城為居城，同年，建立圓同寺（後來改名為見龍寺）。慶長5年（1600年），在關原之戰中以人質身份留在江戶，因此嫡男定宗代為出陣，攻略上杉景勝的領地白石城，於是受德川家康賞賜。
慶長9年（1604年）10月，隱居並把家督讓予定宗，受政宗賜予隱居領栗原郡高清水城1千石。慶長11年（1606年），把末女嫁予政宗的庶子宗根，並迎宗根為婿養子，令其併合隱居領和繼承亙理氏（後來的佐沼亙理氏）。因此，已經繼承亙理氏家督並成為涌谷城城主的定宗，則被允許改為伊達姓（涌谷伊達氏）。
在元和6年（1620年）1月25日死去。享年69歲。

## 外部連結
- 武家家伝＿亘理氏（页面存档备份，存于）